# Alexis Janin
Alexis Janin (* 1846 in New Orleans; † 13. Januar 1897 in San Francisco) war ein US-amerikanischer Bergingenieur und Metallurg.

## Leben
Alexis Janin war der Sohn eines US-amerikanischen Diplomaten, der an der amerikanischen Botschaft in Paris tätig war. Nach einem ersten Abschluss an der Sorbonne ging er zum Hüttenkundestudium nach Deutschland und studierte ab 1865 an der Bergakademie Freiberg. 1866 wurde er Mitglied des Corps Montania Freiberg. Im gleichen Jahr erhielt er wegen nächtlichen Lärmens acht Tage einfache Karzerstrafe.
Nach dem Studium kehrte Janin in die USA zurück, wo er zunächst für die Comstock Mines tätig wurde und ein Verfahren zur Behandlung und Verwertung der Hüttenrückstände entwickelte. Danach übernahm er die Leitung der Meadow Valley Mill in Builionville, Nevada. Er unternahm zahlreiche Reisen zu Bergbau-Camps in den USA, Mexiko und Südamerika, um Bergwerke zu akquirieren. Seine besonderen Kompetenzen waren die zuverlässige Aufnahme der Abbauarbeiten in neueröffneten Bergwerken und die Bestimmung des optimalen Prozesses für Aufbereitung und Verarbeitung der gewonnenen Erze. Für viele Jahre bis zu seinem Tod führte Janin an seinem Firmensitz in San Francisco metallurgische Untersuchungen durch.
Er starb unverheiratet im Hause seines Bruders in San Francisco. Er wurde eingeäschert, seine Asche wurde in der Familiengruft in New Orleans beigesetzt.
Janin war einer der renommiertesten Bergbauexperten der USA.